# Nebenschlussverhalten
Als Nebenschlussverhalten bezeichnet man in der Motorentechnik ein charakteristisches Drehzahl-Drehmomentverhalten bestimmter Elektromotoren. Motoren mit Nebenschlussverhalten sind die Gleichstromnebenschlussmaschine und die Drehstromasynchronmaschine.

## Kennzeichen

Kennlinie bei Nebenschlussverhalten

Das Nebenschlussverhalten eines Motors ist durch einen linearen Drehzahlabfall bei Belastung zu erkennen. Die Drehzahl gibt jedoch bei Belastung nur wenig nach. Der Drehzahlabfall beträgt bei Belastung weniger als zehn Prozent der Leerlaufdrehzahl. Da die Drehzahländerung klein ist, bezeichnet man die Drehmoment-Drehzahlkennlinie als harte Kennlinie. Ein weiteres Kennzeichen des Nebenschlussverhaltens ist der lineare Stromanstieg bei Belastung. Motoren mit Nebenschlussverhalten weisen ein sehr hartes und lineares Verhalten auf.